# Freddy Cremer
Freddy Cremer (Sankt Vith, 21 februari 1957) is een Belgisch Duitstalig politicus voor de regionalistische partij ProDG.

## Levensloop
Van 1978 tot 1987 studeerde Cremer aan de UCL, waar hij afstudeerde in godsdienstwetenschappen en als licentiaat in de wijsbegeerte en geschiedenis. Nadien werkte hij van 1987 tot aan zijn pensioen in 2021, met een onderbreking van 2005 tot 2009, als leraar filosofie, geschiedenis, aardrijkskunde en godsdienst aan de secundaire school Pater-Damian in Eupen. Hij werd ook actief als historicus en publiceerde verschillende werken over de geschiedenis van Duitstalig België. 
Hij zette zijn eerste stappen in de politiek in 2005 als raadgever op het kabinet van Oliver Paasch, toenmalig minister van Onderwijs en Wetenschappelijk Onderzoek in de Duitstalige Gemeenschapsregering, hetgeen hij bleef tot in 2009. Bij de Duitstalige Gemeenschapsverkiezingen van juni 2009 kwam Cremer op voor ProDG, de partij van Paasch, maar hij werd niet verkozen. Anderhalf jaar later, in januari 2011, kwam hij alsnog in het Parlement van de Duitstalige Gemeenschap terecht ter vervanging van de ontslagnemende Gerhard Palm, waar hij sindsdien zetelt. Sinds 2019 is Cremer fractievoorzitter voor ProDG in deze assemblee en sinds 2021 eveneens secretaris.